# Naturphilosophie

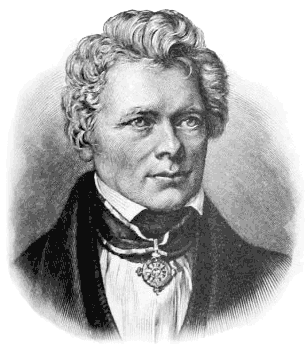
Schelling.

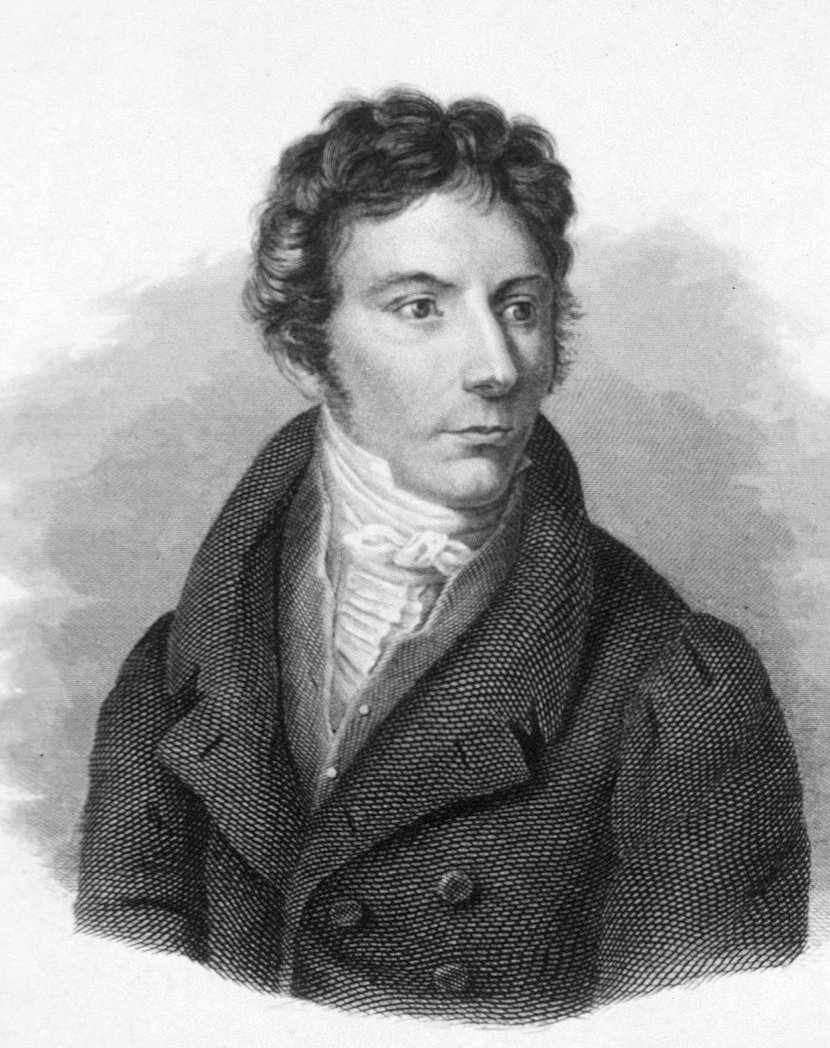
Lorenz Oken.

La Naturphilosophie o Filosofia de la Naturalesa va ser un corrent de la tradició filosòfica de l'idealisme alemany del segle xix lligada al Romanticisme. Inspirada en la Crítica del Judici de Kant i en l'obra de Fichte, Friedrich Schelling va ser el seu principal promotor. Enfront del mecanicisme de la física clàssica, la Naturphilosophie va defensar una concepció orgànica de la ciència en la qual el subjecte té un paper essencial, concebent-se el món com una projecció de l'observador.

## La Naturphilosophie a França
Sovint Étienne Geoffroy Saint-Hilaire és presentat com un naturphilosoph "a la francesa". No obstant això, la situació científica de França i Alemanya al segle xix era molt diferent, per la qual cosa aquesta qualificació resulta inadequada. A França i Anglaterra el Romanticisme va quedar circumscrit a les arts i les lletres i no va poder envair el camp de les ciències, on regnava una epistemologia incompatible amb la de la Naturphilosophie.

## La Naturphilosophie en biologia
Els temes més recurrents són el finalisme, la cerca de forces i relacions morfològiques ocultes i l'establiment de correspondències entre els objectes naturals. La correspondència entre el micro i el macrocosmos porta a considerar la naturalesa com un "organisme global". La teoria vertebral del crani de Lorenz Oken i la teoria de la metamorfosi de les plantes de Goethe van estar profundament impregnades de les idees de la Naturphilosphie.

## Naturphilosophen
Friedrich Schelling, Herder i Johann Wolfgang von Goethe són els tres grans noms associats a la Naturphilosophie. No obstant això, cap d'ells va pertànyer pròpiament a aquest moviment. Més aviat, han de ser incorporats en el corrent del Sturm und Drang, encara que la seva influència va ser decisiva i explícitament reconeguda pels quals poden ser considerats estrictament Naturphilosophen. Entre ells destaquen Carl Friedrich Kielmeyer, Lorenz Oken, Johann Baptist von Spix, Henrich Steffens, Carl Gustav Carus i Johann Friedrich Meckel.
Ludolph Christian Treviranus (1779-1864), Christian Conrad Sprengel (1750-1816) i Dietrich Georg Kieser (1779-1862) van concebre a les cèl·lules vegetals no com a cavitats, sinó com a corpuscles organitzats i individualitzats, aplanant el camí a la futura teoria cel·lular.

## Llegat
EL llegat científic de la Naturphilosophie és ambigu. D'una banda, va ser un moviment molt criticat per les seves especulacions metafísiques. Per un altre, els naturphilosophen van desenvolupar conceptes fonamentals en biologia, com l'homologia o la visió històrica de la naturalesa.